# شکلات (فیلم ۱۹۸۸)
شکلات (انگلیسی: Chocolat) فیلمی فرانسوی به کارگردانی کلر دنی است که در سال ۱۹۸۸ منتشر شد. از بازیگران آن می‌توان به فرانسوا کلوزه اشاره کرد.
این فیلم در جشنواره فیلم کن ۱۹۸۸ به‌نمایش درآمد.

## موضوع فیلم
فیلم دربارهٔ زنی به نام «فرانس» است که به کشور کامرون سفر کرده‌است.

## بازیگران
- فرانسوا کلوزه
- ایزاک دو بانکوله
- جولیا بوسکی
- دیدیه فلامان
- ژاک دنی
- ژان-کنتن شاتلن
- کنت کرانام
- میری پریه